# J.League 1993
Die J.League 1993 war die erste Spielzeit der japanischen J.League. An ihr nahmen zehn Vereine teil. Die reguläre Saison wurde in zwei Halbserien ausgetragen und begann am 15. Mai 1993. Nach dem Ende der zweiten Halbserie am 15. Dezember 1993 spielten die Sieger der beiden Halbserien, Kashima Antlers und Verdy Kawasaki, in zwei Spielen um den japanischen Meistertitel. Hierbei reichte Verdy nach einem 2:0-Sieg im Hinspiel ein 1:1 im Rückspiel zum Gewinn der Meisterschaft.

## Modus
Die Saison wurde in zwei Hälften ausgetragen. In jeder Hälfte spielten die Vereine zweimal gegeneinander, einmal zuhause und einmal auswärts. Es gab keine Unentschieden; bei Gleichstand nach 90 Minuten wurde die Spielzeit um zweimal fünfzehn Minuten verlängert, wobei die Golden-Goal-Regel zur Anwendung kam. Stand es danach immer noch unentschieden, wurde der Sieger des Spieles durch Elfmeterschießen bestimmt.
Die Tabelle einer jeden Halbserie wurde nach den folgenden Kriterien erstellt:
1. Anzahl der Siege
2. Tordifferenz
3. Erzielte Tore
4. Ergebnisse der Spiele untereinander
5. Entscheidungsspiel oder Münzwurf

Nach Ende einer Halbserie qualifizierte sich der Verein mit den meisten Siegen für die Endspiele um die japanische Meisterschaft. Der Sieger der Endspiele qualifizierte sich als japanischer Meister für die Asian Club Championship 1994/95.

## Teilnehmer
Insgesamt wurden zehn Mannschaften zur Teilnahme an der ersten J.-League-Saison ausgewählt. Neun von ihnen waren hierbei Firmenmannschaften, die in der Japan Soccer League spielten und die nach der Eingliederung in die neue Profiliga umbenannt wurden. Lediglich Shimizu S-Pulse wurde eigens mit dem Ziel einer Aufnahme in die J. League gegründet.
| Verein               | Stadt/Region         | Träger des Vorgängers     | Platzierung JSL 1991/92 | Stadion                    |
| -------------------- | -------------------- | ------------------------- | ----------------------- | -------------------------- |
| Gamba Osaka          | Suita, Osaka         | Matsushita Electric       | D1, 5.                  | Osaka Expo ’70 Stadion     |
| JEF United Ichihara  | Ichihara, Chiba      | JR & Furukawa             | D1, 7.                  | Ichihara Seaside Stadium   |
| Kashima Antlers      | Kashima, Ibaraki     | Sumitomo Metal Industries | D2, 2.                  | Kashima Soccer Stadium     |
| Nagoya Grampus Eight | Nagoya, Aichi        | Toyota Motor              | D1, 12.                 | Mizuho Athletic Stadium    |
| Sanfrecce Hiroshima  | Hiroshima, Hiroshima | Mazda                     | D1, 6.                  | Hiroshima Stadium          |
| Shimizu S-Pulse      | Shizuoka, Shizuoka   | —                         | —                       | Nihondaira Sports Stadium  |
| Urawa Red Diamonds   | Urawa, Saitama       | Mitsubishi Motors         | D1, 11.                 | Urawa Komaba Stadium       |
| Verdy Kawasaki       | Kawasaki, Kanagawa   | Yomiuri                   | D1, 1.                  | Todoroki Athletics Stadium |
| Yokohama Flügels     | Yokohama, Kanagawa   | ANA                       | D1, 8.                  | Mitsuzawa Football Stadium |
| Yokohama Marinos     | Yokohama, Kanagawa   | Nissan Motors             | D1, 2.                  | Mitsuzawa Football Stadium |

Neben in den oben angegebenen Stadien, die als Hauptspielstätte der Vereine dienten, wurden auch an anderen Orten Spiele ausgetragen. Vor allem das Olympiastadion Tokio wurde bei wichtigen Partien insbesondere von den Teams der Kantō-Region genutzt, da es zum einen über eine größere Kapazität als die meisten anderen Stadien der Liga verfügte und zum anderen Tokio bei der Ansiedlung der Vereine leer ausgegangen war. Aber auch andere Spielorte wie z. B. Sapporo oder Fukuoka wurden zu Werbezwecken besucht.

## Trainer
| Verein               | Cheftrainer        |
| -------------------- | ------------------ |
| Kashima Antlers      | Masakatsu Miyamoto |
| Urawa Reds           | Takaji Mori        |
| JEF United Ichihara  | Yoshikazu Nagai    |
| Verdy Kawasaki       | Yasutarō Matsuki   |
| Yokohama Marinos     | Hidehiko Shimizu   |
| Yokohama Flügels     | Shū Kamo           |
| Shimizu S-Pulse      | Émerson Leão       |
| Nagoya Grampus Eight | Ryūzō Hiraki       |
| Gamba Osaka          | Kunishige Kamamoto |
| Sanfrecce Hiroshima  | Stuart Baxter      |

## Spieler
| Verein               | Spieler |
| -------------------- | --- |
| Kashima Antlers      | Zico (16/9), Makoto Sugiyama (26/0), Santos (32/8), Shunzō Ōno (35/1), Masatada Ishii (22/2), Kenji Ōba (9/0), Alcindo (28/22), Naruyuki Naitō (4/0), Hisashi Kurosaki (30/11), Masaaki Furukawa (36/0), Ryōsuke Okuno (11/0), Eiji Gaya (27/0), Yoshiyuki Hasegawa (30/9), Yasuto Honda (35/0), Yasuhiro Yoshida (13/2), Satoshi Koga (15/1), Yutaka Akita (35/0), Kazuhisa Irii (6/0), Yasuo Manaka (12/3), Carlos (11/3), Regis (8/0) |
| Urawa Reds           | Shinji Tanaka (22/0), Kōichi Hashiratani (18/2), Atsushi Natori (28/0), Rahn (7/1), Miro (9/0), Rummenigge (6/1), Ferreyra (4/0), Satoru Mochizuki (31/3), Osamu Hirose (26/2), Trivisonno (26/0), Morales (3/0), Masahiro Fukuda (27/4), Hisashi Tsuchida (13/0), Yūki Takita (14/0), Takeshi Motoyoshi (14/2), Yoshimasa Suda (4/0), Takafumi Hori (27/0), Seiichi Makita (6/0), Hiroshi Ninomiya (17/0), Akinori Mikami (8/0), Yukinori Muramatsu (13/0), Yasushi Matsumoto (6/1), Uehara (19/1), Shin’ichi Kawano (7/1), Nobuyasu Ikeda (12/0), Futoshi Ikeda (18/1), Makoto Yamazaki (6/0), Tsutomu Nishino (18/0), Eiji Satō (8/0), Hideyuki Imakura (2/0), Takeshi Mizuuchi (18/7), Hiroyuki Sawada (11/0), Kenji Sakaguchi (1/0) |
| JEF United Ichihara  | Yoshio Katō (18/0), Littbarski (35/9), Masaaki Kanno (2/0), Masanao Sasaki (18/1), Michel Miyazawa (19/0), Pavel (31/16), Yoshikazu Gotō (19/2), Otze (15/7), Tōru Yoshida (26/0), Franta (14/1), Kazuya Igarashi (7/0), Kazuo Echigo (22/3), Masanaga Kageyama (29/1), Yūji Sakakura (25/0), Atsuhiko Ejiri (36/4), Keisuke Makino (10/2), Mikio Manaka (6/0), Masanori Kizawa (10/0), Masahiro Ōta (5/0), Yasuhiko Niimura (25/2), Ken’ichi Shimokawa (14/0), Tadashi Koya (3/0), Hiroshi Miyazawa (13/0), Shin Che-bon (7/0), Sandro (4/0), Eisuke Nakanishi (32/2) |
| Verdy Kawasaki       | Hisashi Katō (1/0), Ruy Ramos (30/4), Hanssen (18/3), Pereira (32/1), Kazuo Ozaki (2/0), Tetsuya Totsuka (10/1), Satoshi Tsunami (5/0), Hirokazu Sasaki (7/0), Meijer (11/2), Takayuki Fujikawa (9/0), Rossum (17/0), Yūji Keigoshi (1/0), Tetsuji Hashiratani (31/3), Yoshiyuki Katō (7/1), Kazuyoshi Miura (36/20), Shinkichi Kikuchi (28/0), Nobuhiro Takeda (36/17), Tsuyoshi Kitazawa (35/6), Shirō Kikuhara (6/0), Bismarck (17/6), Kō Ishikawa (22/1), Shinji Fujiyoshi (6/1), Hideki Nagai (20/3), Tadashi Nakamura (34/2), Mitsuhiro Kawamoto (13/0), Kōichi Togashi (2/0), Yoshinori Abe (8/0) |
| Yokohama Marinos     | Kazushi Kimura (21/1), Diaz (32/28), Everton (22/5), Takashi Mizunuma (26/3), Toshinobu Katsuya (25/0), Shigetatsu Matsunaga (36/0), Hiroshi Hirakawa (31/2), Masami Ihara (32/0), Zapata (3/0), Junji Koizumi (27/2), Tatsuya Ai (1/0), Keiichi Zaizen (1/0), Rikizō Matsuhashi (3/0), Bisconti (27/8), Satoru Noda (23/1), Norio Omura (29/0), Takuya Jinno (19/2), Masaharu Suzuki (5/0), Fumitake Miura (24/5), Kunio Nagayama (16/0), Takehito Suzuki (2/0), Takahiro Yamada (27/3) |
| Yokohama Flügels     | Chelona (2/0), Amarilla (7/3), Edu (30/6), Yasuharu Sorimachi (26/1), Hitoshi Tomishima (12/1), Naoto Hori (5/0), Angelo (13/3), Osamu Maeda (32/10), Atsuhiro Iwai (34/1), Shun’ichi Ikenoue (1/0), Moner (29/3), Naoto Ōtake (33/0), Motohiro Yamaguchi (35/3), Ippei Watanabe (28/3), Hideki Katsura (27/0), Norihiro Satsukawa (20/0), Yoshiyuki Sakamoto (3/0), Atsuhiko Mori (36/0), Aldro (15/5), Ichizō Nakata (5/0), Masaaki Takada (33/2), Masakiyo Maezono (24/2) |
| Shimizu S-Pulse      | Hisashi Katō (14/0), Sidmar (17/0), Marco Antonio (18/0), Gomes (8/0), Toninho (6/3), Katsumi Ōenoki (35/3), Yasutoshi Miura (19/1), Takumi Horiike (36/1), Kenta Hasegawa (36/10), Tatsuru Mukōjima (30/8), Edu (32/13), Masao Sugimoto (22/0), Yasuhiro Yamada (3/0), Masanori Sanada (19/0), Santos (2/0), Naoki Naitō (26/0), Fumiaki Aoshima (6/3), Marcao (2/0), Hiroaki Hiraoka (25/0), Masaaki Sawanobori (35/7), Takamitsu Ōta (21/0), Hiroshi Saitō (15/0), Jun Iwashita (5/1), Noriaki Asakura (2/0), Hiroaki Tajima (8/3) |
| Nagoya Grampus Eight | Dido Havenaar (19/0), Pita (8/2), Jorgenyo (27/9), Lineker (7/1), Shigeo Sawairi (22/6), Hisataka Fujikawa (33/0), Yūji Itō (17/0), Shigemitsu Egawa (24/1), Akiyoshi Yoshida (5/0), Tetsuya Asano (20/1), Garca (29/3), Norifumi Takamoto (9/0), Michihiro Tsuruta (24/2), Toshiyuki Kosugi (20/0), Nariyasu Yasuhara (3/0), Yasuyuki Moriyama (12/4), Tetsuo Nakanishi (4/0), Tarō Gotō (21/6), Kazuhisa Iijima (18/0), Seiichi Ogawa (32/1), Makoto Yonekura (31/2), Masashi Shimamura (14/1), Elivelton (9/2), Naoki Mori (3/1), Tetsuya Okayama (7/1), Takashi Hirano (19/4), Kei Taniguchi (5/0), Mitsutoshi Tsushima (1/0) |
| Gamba Osaka          | Tomoyuki Kajino (23/0), Muller (18/7), Aleinikov (15/0), Katsuhiro Kusaki (13/2), Tomoo Kudaka (26/1), Jia Xiuquan (25/0), Akihiro Nagashima (32/12), Susumu Uemura (5/0), Kenji Honnami (16/0), Rinaldo (4/0), Masahiro Wada (34/2), Metkov (10/2), Takahiro Shimada (12/0), Naohiko Minobe (13/2), Flavio (23/4), Tōru Morikawa (1/0), Hiroki Azuma (12/1), Yoshiyuki Matsuyama (22/3), Kazuaki Koezuka (15/0), Kunio Kitamura (3/0), Hayato Okanaka (20/0), Hiromitsu Isogai (28/6), Yūji Yaso (3/0), Sōjirō Ishii (14/1), Yūji Hashimoto (1/0), Shōji Nonoshita (4/0), Toshihiro Yamaguchi (6/1), Kōji Kondō (28/0), Kaoru Asano (3/0), Shigeru Morioka (1/0), Masanobu Matsunami (29/7)                                             |
| Sanfrecce Hiroshima  | Shin’ichirō Takahashi (3/0), Jönsson (6/1), Hiroshi Matsuda (36/3), Yahiro Kazama (35/6), Cerny (33/10), Vonderburg (21/1), Yoshinori Taguchi (6/0), Yasuyuki Satō (8/0), Yasutaka Yoshida (2/0), Takumi Shima (9/4), Yoshirō Moriyama (29/2), Takuya Takagi (29/11), Akinobu Yokouchi (2/0), Daniel (13/0), Kazuya Maekawa (15/0), Mitsuaki Kojima (27/3), Hajime Moriyasu (35/2), Kazumasa Kawano (21/0), Noh Jung-yoon (28/6), Tomohiro Katanosaka (35/3), Tetsuya Tanaka (15/1), Ryūji Nagata (1/0), Hiroshige Yanagimoto (19/0), Masato Fue (2/0), Ken’ichi Uemura (17/1) |

## Statistik

### Erste Halbserie
Die erste Hälfte der Saison wurde zwischen dem 15. Mai und dem 14. Juli ausgetragen. Titelsponsor der Halbserie war der Getränkehersteller Suntory.

#### Tabelle
| Pl. | Verein               | Spiele | S  | N  | Tore  | Diff. | Kommentare                                  |
| --- | -------------------- | ------ | -- | -- | ----- | ----- | ------------------------------------------- |
| 01  | Kashima Antlers      | 18     | 13 | 05 | 41:18 | +23   | Qualifikation zur Suntory Championship 1993 |
| 02  | Verdy Kawasaki       | 18     | 12 | 06 | 29:21 | 0+8   |                                             |
| 03  | Yokohama Marinos     | 18     | 11 | 07 | 29:24 | 0+5   |                                             |
| 04  | Shimizu S-Pulse      | 18     | 10 | 08 | 28:25 | 0+3   |                                             |
| 05  | JEF United Ichihara  | 18     | 09 | 09 | 26:23 | 0+3   |                                             |
| 06  | Sanfrecce Hiroshima  | 18     | 09 | 09 | 23:24 | 0−1   |                                             |
| 07  | Yokohama Flügels     | 18     | 08 | 10 | 24:21 | 0+3   |                                             |
| 08  | Gamba Osaka          | 18     | 08 | 10 | 27:31 | 0−4   |                                             |
| 09  | Nagoya Grampus Eight | 18     | 07 | 11 | 21:38 | −17   |                                             |
| 10  | Urawa Red Diamonds   | 18     | 03 | 15 | 11:34 | −23   |                                             |

Stand: Ende der Saison

#### Kreuztabelle
Die Kreuztabelle stellt die Ergebnisse aller Spiele dieser Halbserie dar. Die Heimmannschaft ist in der linken Spalte, die Gastmannschaft in der oberen Zeile aufgelistet.
Spiele, die mit „GG“ markiert sind, endeten mit Golden Goal. Spiele, die mit einem hochgestellten Ergebnis markiert sind, endeten nach Elfmeterschießen; „1:14:3“ bedeutet hierbei, dass die Heimmannschaft das Spiel, welches nach Ablauf der Spielzeit 1:1 stand, mit 4:3 im Elfmeterschießen gewann.
Spiele, die nicht im eigentlichen Heimstadion eines Teams bestritten wurden, sind mit einer tiefgestellten Zahl markiert.
| Suntory Series 1993  | GAM                    | JEF   | KSM   | NGE     | SFR    | SPU    | URA    | VER      | YOF     | YOM    |
| -------------------- | ---------------------- | ----- | ----- | ------- | ------ | ------ | ------ | -------- | ------- | ------ |
| Gamba Osaka          |                        | 0:3   | 2:4   | 23:1    | 1:13:4 | 1:16:7 | 1:0    | 2:3      | 2:1     | 2:1GG  |
| JEF United           | 0:1                    |       | 30:2  | 43:1    | 1:0    | 1:2GG  | 11:0   | 12:1     | 1:0GG   | 1:3    |
| Kashima Antlers      | 4:0                    | 2:1GG |       | 5:0     | 1:2GG  | 1:2    | 3:1    | 3:2      | 3:2     | 3:1    |
| Nagoya Grampus Eight | 52:3                   | 60:1  | 0:4   |         | 1:4    | 63:1   | 3:1    | 13:1     | 1:2     | 1:14:3 |
| Sanfrecce Hiroshima  | 4:3GG                  | 2:1   | 70:1  | 2:0     |        | 0:3    | 1:0    | 81:2     | 1:2GG   | 1:0    |
| Shimizu S-Pulse      | 93:2                   | 4:1   | 92:1  | 10:05:6 | 1:0    |        | 0:06:5 | 92:4     | 1:0     | 1:2    |
| Urawa Red Diamonds   | 1:3                    | 2:3   | 0:2   | 0:3     | 1:0    | 2:1    |        | 1:14:2   | 0:2     | 0:1    |
| Verdy Kawasaki       | 1:0GG                  | 2:1   | 1:0GG | 5:0     | 2:0    | 1:14:2 | 1:0    |          | 11:15:4 | 11:2   |
| Yokohama Flügels     | 0:1                    | 1:0   | 2:0   | 101:2GG | 111:2  | 3:2    | 3:1    | 120:01:3 |         | 1:0    |
| Yokohama Marinos     | 1:0GG                  | 0:5   | 130:2 | 1:0     | 3:2    | 3:1    | 5:1    | 12:0     | 3:2     |        |
|                      | Stand: Ende der Saison |       |       |         |        |        |        |          |         |        |

Abweichende Heimstadien
1 – Olympiastadion, Tokio
2 – Kobe Universiade Memorial Stadium, Kōbe, Präfektur Hyōgo
3 – Tochigi Green Stadium, Utsunomiya, Präfektur Tochigi
4 – Sapporo Atsubetsu Park Stadium, Sapporo, Hokkaidō
5 – Mie Sports Garden, Suzuka, Präfektur Mie
6 – Gifu Nagaragawa Stadium, Gifu, Präfektur Gifu
7 – Ehime-Matsuyama-Leichtathletikstadion, Matsuyama, Präfektur Ehime
8 – Hiroshima Big Arch, Hiroshima, Präfektur Hiroshima
9 – Kusanagi-Leichtathletikstadion, Shizuoka, Präfektur Shizuoka
10 – Kumamoto Suizenji Stadium, Kumamoto, Präfektur Kumamoto
11 – Kagoshima Kamoike Stadium, Kagoshima, Präfektur Kagoshima
12 – Nagasaki-Leichtathletikstadion, Isahaya, Präfektur Nagasaki
13 – Hakatanomori-Leichtathletikstadion, Fukuoka, Präfektur Fukuoka

### Zweite Halbserie
Die zweite Hälfte der Saison wurde zwischen dem 24. Juli und dem 15. Dezember ausgetragen. Titelsponsor der Halbserie war NICOS, eine Marke der Bankengruppe Nippon Shinpan.

#### Tabelle
|    | Verein               | Spiele | S  | N  | Tore  | Diff. | Kommentare                                  |
| -- | -------------------- | ------ | -- | -- | ----- | ----- | ------------------------------------------- |
| 01 | Verdy Kawasaki       | 18     | 16 | 02 | 43:10 | +33   | Qualifikation zur Suntory Championship 1993 |
| 02 | Shimizu S-Pulse      | 18     | 14 | 04 | 26:9  | +17   |                                             |
| 03 | Yokohama Marinos     | 18     | 10 | 08 | 31:24 | 0+7   |                                             |
| 04 | Kashima Antlers      | 18     | 10 | 08 | 31:25 | 0+6   |                                             |
| 05 | Sanfrecce Hiroshima  | 18     | 09 | 09 | 31:25 | 0+6   |                                             |
| 06 | Gamba Osaka          | 18     | 08 | 10 | 24:34 | −10   |                                             |
| 07 | Yokohama Flügels     | 18     | 08 | 10 | 20:30 | −10   |                                             |
| 08 | Nagoya Grampus Eight | 18     | 05 | 13 | 27:28 | 0−1   |                                             |
| 09 | JEF United Ichihara  | 18     | 05 | 13 | 25:44 | −19   |                                             |
| 10 | Urawa Red Diamonds   | 18     | 05 | 13 | 15:44 | −29   |                                             |

Stand: Ende der Saison

#### Kreuztabelle
Die Kreuztabelle stellt die Ergebnisse aller Spiele dieser Halbserie dar. Die Heimmannschaft ist in der linken Spalte, die Gastmannschaft in der oberen Zeile aufgelistet.
Spiele, die mit „GG“ markiert sind, endeten mit Golden Goal. Spiele, die mit einem hochgestellten Ergebnis markiert sind, endeten nach Elfmeterschießen; „1:14:3“ bedeutet hierbei, dass die Heimmannschaft das Spiel, welches nach Ablauf der Spielzeit 1:1 stand, mit 4:3 im Elfmeterschießen gewann.
Spiele, die nicht im eigentlichen Heimstadion eines Teams bestritten wurden, sind mit einer tiefgestellten Zahl markiert.
| NICOS Series 1993    | GAM                    | JEF      | KSM     | NGE     | SFR   | SPU      | URA    | VER  | YOF    | YOM     |
| -------------------- | ---------------------- | -------- | ------- | ------- | ----- | -------- | ------ | ---- | ------ | ------- |
| Gamba Osaka          |                        | 2:0      | 0:1GG   | 22:26:5 | 3:6   | 0:2      | 0:1    | 30:4 | 0:04:5 | 2:1     |
| JEF United           | 3:4GG                  |          | 1:2GG   | 5:2     | 1:3   | 1:0      | 12:3GG | 41:4 | 11:2GG | 52:22:4 |
| Kashima Antlers      | 3:4GG                  | 3:0      |         | 1:15:3  | 4:3GG | 0:1      | 2:0    | 1:2  | 1:2    | 3:2     |
| Nagoya Grampus Eight | 60:2                   | 6:0      | 2:1     |         | 1:0   | 70:1GG   | 84:1   | 71:2 | 31:2   | 1:2     |
| Sanfrecce Hiroshima  | 90:2                   | 2:0      | 90:1    | 1:0GG   |       | 100:04:5 | 4:0    | 1:3  | 3:0    | 111:2   |
| Shimizu S-Pulse      | 3:2                    | 121:13:4 | 0:2     | 122:0   | 2:1GG |          | 3:0    | 10:1 | 123:1  | 11:0    |
| Urawa Red Diamonds   | 2:0                    | 2:3      | 2:1GG   | 0:5     | 1:2   | 0:21     |        | 0:6  | 0:1    | 0:04:2  |
| Verdy Kawasaki       | 62:0                   | 2:1      | 132:1   | 13:1    | 3:0   | 140:02:3 | 14:0   |      | 3:0    | 11:0GG  |
| Yokohama Flügels     | 150:1                  | 2:3      | 162:3GG | 151:0   | 1:2   | 160:1GG  | 172:1  | 10:1 |        | 3:2     |
| Yokohama Marinos     | 4:0                    | 62:0     | 1:18:7  | 2:0     | 1:2GG | 0:4      | 3:2GG  | 3:0  | 4:1    |         |
|                      | Stand: Ende der Saison |          |         |         |       |          |        |      |        |         |

Abweichende Heimstadien
1 – Olympiastadion Tokio
2 – Nishikyōgoku-Leichtathletikstadion, Kyōto, Präfektur Kyōto
3 – Kobe Universiade Memorial Stadium, Kōbe, Präfektur Hyōgo
4 – Miyagi-Leichtathletikstadion, Sendai, Präfektur Miyagi
5 – Tochigi Green Stadium, Utsunomiya, Präfektur Tochigi
6 – Hakatanomori-Leichtathletikstadion, Fukuoka, Präfektur Fukuoka
7 – Gifu Nagaragawa Stadium, Gifu, Präfektur Gifu
8 – Mie Sports Garden, Suzuka, Präfektur Mie
9 – Hiroshima Big Arch, Hiroshima, Präfektur Hiroshima
10 – Bingo-Leichtathletikstadion, Onomichi, Präfektur Hiroshima
11 – Ōita-Leichtathletikstadion, Ōita, Präfektur Ōita
12 – Kusanagi Athletic Stadium, Shizuoka, Präfektur Shizuoka
13 – Sapporo Atsubetsu Park Stadium, Sapporo, Hokkaidō
14 – Iwate-Leichtathletikstadion, Morioka, Präfektur Iwate
15 – Nagasaki-Leichtathletikstadion, Isahaya, Präfektur Nagasaki
16 – Kumamoto Suizenji Stadium, Kumamoto, Präfektur Kumamoto
17 – Kagoshima Kamoike Stadium, Kagoshima, Präfektur Kagoshima

### Suntory Championship
Die beiden Endspiele um die Meisterschaft, aufgrund eines Sponsorenvertrages auch Suntory Championship genannt, fanden bereits 1994 statt, gehörten aber – ähnlich wie das Endspiel des Kaiserpokals – noch zur Saison 1993.

#### Hinspiel
| Paarung   | Kashima Antlers – Verdy Kawasaki              |
| Ergebnis  | 0:2 (0:0)                                     |
| Datum     | 9. Januar 1994                                |
| Stadion   | Olympiastadion, Tokio                         |
| Zuschauer | 53.553                                        |
| Tore      | 0:1 Kazuyoshi Miura (60.), 0:2 Bismarck (89.) |

#### Rückspiel
| Paarung   | Verdy Kawasaki – Kashima Antlers             |
| Ergebnis  | 1:1 (0:1)                                    |
| Datum     | 16. Januar 1994                              |
| Stadion   | Olympiastadion, Tokio                        |
| Zuschauer | 59.715                                       |
| Tore      | 0:1 Alcindo (37.), 1:1 Kazuyoshi Miura (82.) |

### Gesamttabelle
| Pl. | Verein               | Spiele | S  | N  | Tore  | Diff. | Kommentare                                                    |
| --- | -------------------- | ------ | -- | -- | ----- | ----- | ------------------------------------------------------------- |
|     | Verdy Kawasaki       | 36     | 28 | 08 | 69:28 | +41   | Meister 1993 Teilnahme an der Asian Club Championship 1994/95 |
|     | Kashima Antlers      | 36     | 23 | 13 | 72:43 | +29   |                                                               |
| 03  | Shimizu S-Pulse      | 36     | 24 | 12 | 54:34 | +20   |                                                               |
| 04  | Yokohama Marinos     | 36     | 21 | 15 | 60:48 | +12   |                                                               |
| 05  | Sanfrecce Hiroshima  | 36     | 18 | 18 | 54:49 | 0+5   |                                                               |
| 06  | Yokohama Flügels     | 36     | 16 | 20 | 51:65 | 0−7   |                                                               |
| 07  | Gamba Osaka          | 36     | 16 | 20 | 51:65 | −14   |                                                               |
| 08  | JEF United Ichihara  | 36     | 14 | 22 | 51:67 | −16   |                                                               |
| 09  | Nagoya Grampus Eight | 36     | 12 | 24 | 48:66 | −18   |                                                               |
| 10  | Urawa Red Diamonds   | 36     | 08 | 28 | 26:78 | −52   |                                                               |

## Preise

### Fußballer des Jahres
- Kazuyoshi Miura (Verdy Kawasaki)

### Beste Torschützen
| Rang | Spieler           | Verein              | Tore | Spiele |
| ---- | ----------------- | ------------------- | ---- | ------ |
| 1    | Ramón Díaz        | Yokohama Marinos    | 28   | 32     |
| 2    | Alcindo           | Kashima Antlers     | 22   | 28     |
| 3    | Kazuyoshi Miura   | Verdy Kawasaki      | 20   | 36     |
| 4    | Nobuhiro Takeda   | Verdy Kawasaki      | 17   | 36     |
| 5    | Pavel Řehák       | JEF United Ichihara | 16   | 31     |
| 6    | Edu Manga         | Shimizu S-Pulse     | 13   | 32     |
| 7    | Akihiro Nagashima | Gamba Osaka         | 12   | 32     |
| 8    | Takuya Takagi     | Sanfrecce Hiroshima | 11   | 29     |
| 8    | Hisashi Kurosaki  | Kashima Antlers     | 11   | 30     |
| 10   | Osamu Maeda       | Yokohama Flügels    | 10   | 32     |
| 10   | Pavel Černý       | Sanfrecce Hiroshima | 10   | 33     |
| 10   | Kenta Hasegawa    | Shimizu S-Pulse     | 10   | 36     |

### Rookie des Jahres
- Masaaki Sawanobori (Shimizu S-Pulse)

### Best XI
- Shigetatsu Matsunaga (Yokohama Marinos)
- Shunzo Ono (Kashima Antlers)
- Tetsuji Hashiratani (Verdy Kawasaki)
- Pereira (Verdy Kawasaki)
- Masami Ihara (Yokohama Marinos)
- Takumi Horiike (Shimizu S-Pulse)
- Santos (Kashima Antlers)
- Yasuto Honda (Kashima Antlers)
- Ruy Ramos (Verdy Kawasaki)
- Kazuyoshi Miura (Verdy Kawasaki)
- Ramón Díaz (Yokohama Marinos)